# Gabriella Bosco
Gabriella Bosco (Pescara, 7 giugno 1922 – Pescara, 17 ottobre 2011) è stata una politica italiana.

## Biografia
Nata a Pescara nel 1922, conseguì il diploma in ragioneria ed entrò in Azione Cattolica. Militò nelle file della Democrazia Cristiana a partire dal 1946 e fu a lungo delegata provinciale del Movimento femminile DC e segretaria amministrativa provinciale del partito. Consigliera d'amministrazione dell'ospedale civile di Pescara e presidente regionale dell'ANCI, in seguito alla prematura scomparsa del sindaco Alberto Casalini nel 1985 venne eletta sindaca di Pescara, prima e finora unica donna a ricoprire la massima carica comunale.
Dopo il ritiro dalla politica nel 1990, si dedicò ad attività di volontariato con Azione Cattolica e con l'AVULS dell'ospedale di Pescara. L'8 marzo 2007 le fu conferito il "premio Donna" dalla commissione comunale pari opportunità per l'impegno politico e sociale.
Morì il 17 ottobre 2011 all'età di 89 anni.